# أسمهان بودجدار
أسمهان بودجدار، هي رياضية بارالمبية جزائرية مُتخصصة في رياضتي دفع الثقل و‌رمي الرمح.

## روابط خارجية
- أسمهان بودجدار على موقع Paralympic.org (الإنجليزية)
- أسمهان بودجدار على موقع IPC.InfostradaSports.com (مؤرشف) (الإنجليزية)